# Devin Taylor
Devin Taylor (Beaufort, 15 novembre 1989) è un ex giocatore di football americano statunitense che ha giocato nel ruolo di defensive end. Fu scelto nel corso del quarto giro (132º assoluto) del Draft NFL 2013 dai Lions. Al college ha giocato a football all’Università del South Carolina.

## Carriera professionistica

### Detroit Lions
Taylor fu scelto nel corso del quarto giro del Draft 2013 dai Detroit Lions. Debuttò come professionista nella settimana 2 contro gli Arizona Cardinals e mise a segno il suo primo sack nella settimana 6 su Brandon Weeden dei Cleveland Browns, gara in cui forzò anche un fumble. Nella gara del Giorno del Ringraziamento vinta contro i Green Bay Packers disputò una grande prova mettendo a segno due sack su Matt Flynn e forzò il suo secondo fumble. La sua stagione da rookie terminò con 14 tackle e 2,5 sack in 14 presenze, due delle quali come titolare. Nella successiva disputò tutte le 16 partite, con 15 tackle e un sack.

## Statistiche
| Partite totali      | 30  |
| Partite da titolare | 2   |
| Tackle              | 29  |
| Sack                | 3,5 |
| Intercetti          | 0   |

Statistiche aggiornate alla stagione 2014